# Ville-le-Marclet
Ville-le-Marclet és un municipi francès situat al departament del Somme i a la regió dels Alts de França. L'any 2007 tenia 479 habitants.

## Demografia

### Població
El 2007 la població de fet de Ville-le-Marclet era de 479 persones. Hi havia 183 famílies de les quals 39 eren unipersonals (27 homes vivint sols i 12 dones vivint soles), 62 parelles sense fills, 66 parelles amb fills i 16 famílies monoparentals amb fills.
La població ha evolucionat segons el següent gràfic:
Habitants censats

### Habitatges
El 2007 hi havia 203 habitatges, 188 eren l'habitatge principal de la família, 8 eren segones residències i 7 estaven desocupats. Tots els 203 habitatges eren cases. Dels 188 habitatges principals, 165 estaven ocupats pels seus propietaris, 19 estaven llogats i ocupats pels llogaters i 3 estaven cedits a títol gratuït; 1 tenia dues cambres, 21 en tenien tres, 52 en tenien quatre i 114 en tenien cinc o més. 121 habitatges disposaven pel capbaix d'una plaça de pàrquing. A 84 habitatges hi havia un automòbil i a 81 n'hi havia dos o més.

### Piràmide de població

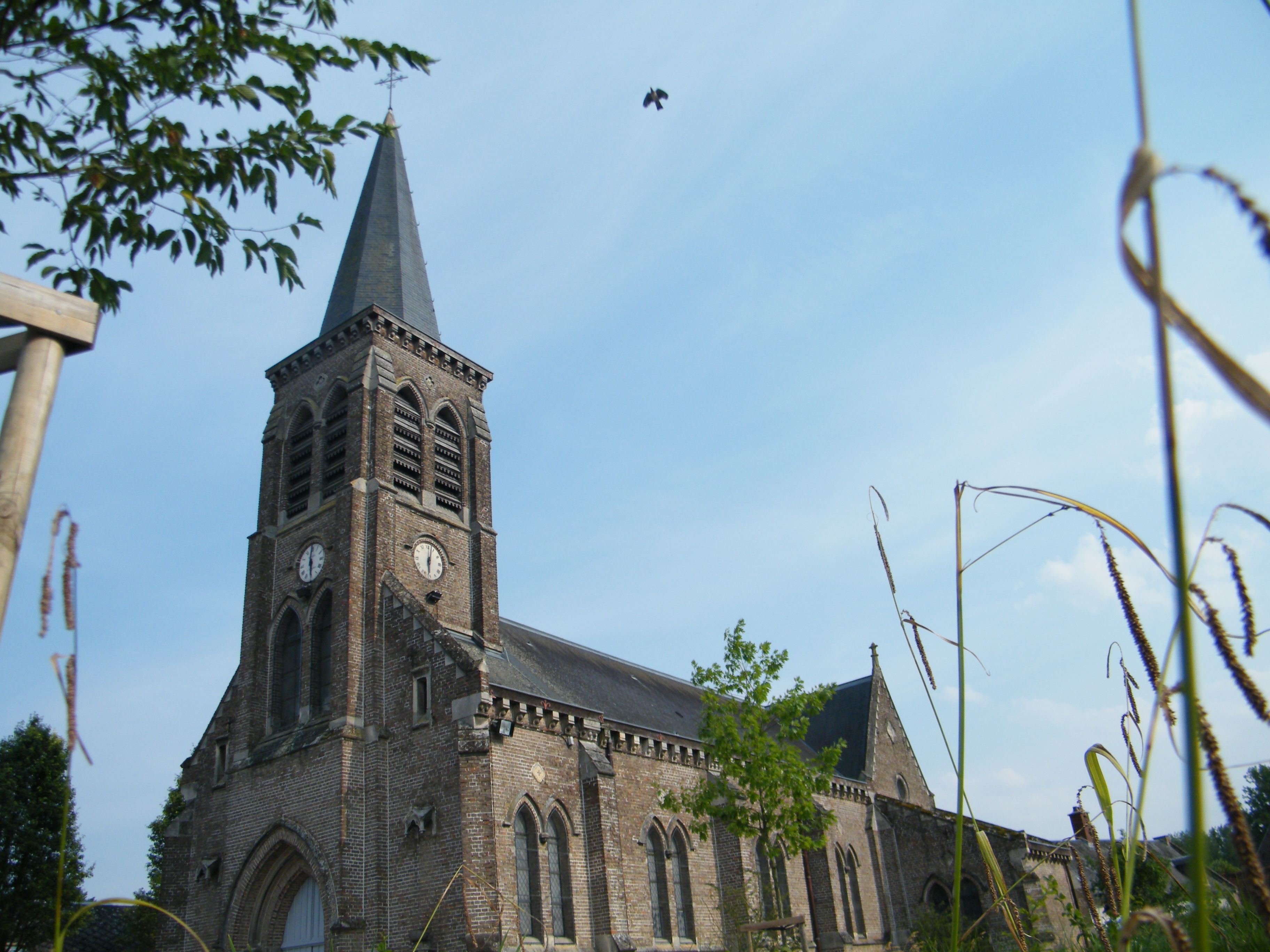

La piràmide de població per edats i sexe el 2009 era:
| Homes | Edats   | Dones |
| ----- | ------- | ----- |
| 0     | 95 o +  | 0     |
| 0     | 90 a 94 | 0     |
| 4     | 85 a 89 | 0     |
| 4     | 80 a 84 | 8     |
| 12    | 75 a 79 | 4     |
| 4     | 70 a 74 | 20    |
| 12    | 65 a 69 | 0     |
| 12    | 60 a 64 | 12    |
| 40    | 55 a 59 | 20    |
| 12    | 50 a 54 | 32    |
| 24    | 45 a 49 | 16    |
| 12    | 40 a 44 | 16    |
| 16    | 35 a 39 | 8     |
| 20    | 30 a 34 | 20    |
| 20    | 25 a 29 | 20    |
| 12    | 20 a 24 | 20    |
| 20    | 15 a 19 | 4     |
| 8     | 10 a 14 | 12    |
| 32    | 5 a 9   | 4     |
| 20    | 0 a 4   | 24    |

## Economia

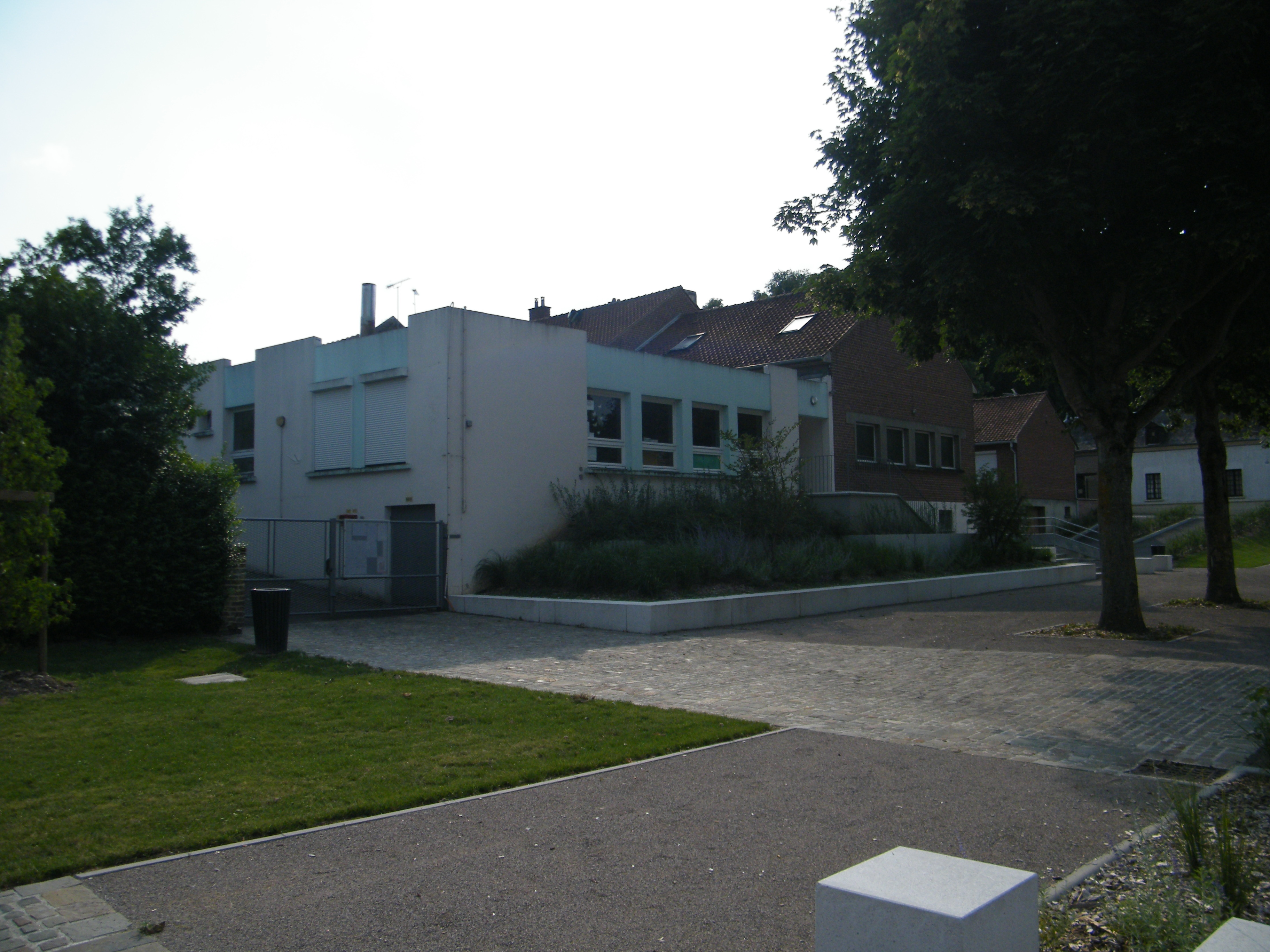

El 2007 la població en edat de treballar era de 304 persones, 214 eren actives i 90 eren inactives. De les 214 persones actives 189 estaven ocupades (105 homes i 84 dones) i 26 estaven aturades (8 homes i 18 dones). De les 90 persones inactives 42 estaven jubilades, 18 estaven estudiant i 30 estaven classificades com a «altres inactius».

### Ingressos
El 2009 a Ville-le-Marclet hi havia 192 unitats fiscals que integraven 488 persones, la mediana anual d'ingressos fiscals per persona era de 16.772,5 €.

### Activitats econòmiques
Dels 11 establiments que hi havia el 2007, 1 era d'una empresa de fabricació d'altres productes industrials, 1 d'una empresa de construcció, 2 d'empreses de comerç i reparació d'automòbils, 1 d'una empresa de transport, 1 d'una empresa d'hostatgeria i restauració, 1 d'una empresa immobiliària i 4 d'empreses de serveis.
L'únic servei als particulars que hi havia el 2009 era un restaurant.
L'únic establiment comercial que hi havia el 2009 era una botiga d'equipament de la llar.
L'any 2000 a Ville-le-Marclet hi havia 9 explotacions agrícoles.

## Equipaments sanitaris i escolars
El 2009 hi havia una escola elemental.

## Poblacions més properes
El següent diagrama mostra les poblacions més properes.